# Bollinger County
Bollinger County är ett administrativt område i delstaten Missouri, USA, med 12 363 invånare. Den administrativa huvudorten (county seat) är Marble Hill. 

## Geografi
Enligt United States Census Bureau har countyt en total area på 1 609 km². 1 608 km² av den arean är land och 1 km² är vatten. 

### Angränsande countyn
- Perry County - nord
- Cape Girardeau County - öst
- Stoddard County - syd
- Wayne County - sydväst
- Madison County - nordväst